# IrfanView
IrfanView es un visor de imágenes gratuito para Microsoft Windows que puede mostrar, editar y convertir archivos de imágenes y reproducir archivos de audio y video. IrfanView ha sido diseñado para ser un visor ligero, hecho que puede apreciarse por su rapidez, facilidad de uso y posibilidad de tratar una amplia variedad de formatos de archivo gráficos. El programa fue publicado por primera vez en 1996.
La última versión de irfanview disponible para su descarga actualmente es la 4.70, disponible en versión 32 bits y 64 Bits.

## Características
IrfanView es un visor rápido y ligero que es compatible con una gran cantidad de formatos de archivo e incluso es recomendado para ver archivos de imagen dañados que otros programas más potentes no logran visualizar.[cita requerida]
Además de procesar todos los parámetros básicos de una imagen, también permite crear pases de diapositivas y visionar y trabajar con vídeo.
La edición de imágenes incluye recortar, cambiar el tamaño y rotar. Las imágenes se pueden ajustar modificando su brillo, contraste, tinte y nivel de gamma  manual o automática, y convirtiéndolas entre formatos de archivo. Muchos de estos cambios se pueden aplicar a varias imágenes en una sola operación mediante el procesamiento por lotes .  procesamiento por lotes también se puede utilizar para cambiar el nombre y para la producción de páginas web HTML. El cambio de tamaño se puede aplicar a la visualización de imágenes GIF animadas para hacerlas más grandes en los modos de ventana o de pantalla completa.

## Plugins
IrfanView usa plugins para manejar una variedad de formatos de imagen, video y sonido adicionales y para agregar funcionalidad opcional como procesamiento de filtros u otras características del programa. Con la variedad de complementos de formato, el programa ha sido recomendado para ver formatos de imagen oscuros o archivos corruptos que el software comercial de edición de fotografías no puede leer.